# Deh Sabz
Deh Sabz   (persisch ولسوالی ده‌سبز) ist ein nordöstlicher  Distrikt (Regierungsbezirk) der Provinz Kabul in Afghanistan.
Der  Distrikt grenzt im Westen an die Distrikte Shakardara und Mir Bacha Kot, im Nordwesten an die Distrikte Qarabagh und Kalakan, im Norden und Osten an die Provinz Parwan, im Südosten liegt der Sarobi-Distrikt, im Süden die Distrikte Bagrami und Kabul. Die Fläche beträgt 524,5 Quadratkilometer und die Einwohnerzahl 61.115 (Stand: 2020). Der Hauptort, der sich im südwestlichen Teil des Distrikts befindet, ist Tarakhel.
Durch den  Distrikt fließt der Kabul-Fluss. Hier befindet sich auch die Hauptstraße zur Kabul-Dschalalabad-Road. Viele Bewohner leben in Dörfern, da aufgrund des Bürgerkrieges die Häuser zerstört und die Menschen vertrieben wurden. Auch hier spielt die Landwirtschaft eine große Rolle. Es gibt  Schulen für Mädchen und Jungen. Die Einwohner sind hauptsächlich Paschtunen, gefolgt von Tadschiken.